# Pithys castaneus
El hormiguero de máscara blanca (en Perú) u hormiguero castaño (Pithys castaneus), también denominado hormiguero de antifaz blanco,  es una especie de ave paseriforme de la familia Thamnophilidae, una de las dos pertenecientes al género Pithys. Es endémico de una pequeña región en el noreste de Perú.

## Distribución y hábitat
Se encuentra en el noreste de Perú en el bajo río Pastaza, bajo río Morona y río Marañón (oeste de  Loreto, este de Amazonas); posiblemente también en las adyacencias de Ecuador.
Esta especie es bastante común en su hábitat natural, el sotobosque de  selvas húmedas de suelos arenosos blancos, denominados varillales, aunque también fue registrada en colinas de selvas de terra firme  entre los 200 y los 250 m de altitud. Fue registrada en un nuevo local con presencia de la pequeña palmera Lepidocaryum tenue, típica del sotobosque de irapayales.

## Estado de conservación
El hormiguero de máscara blanca ha sido calificado como casi amenazado por la Unión Internacional para la Conservación de la Naturaleza (IUCN) debido a que su moderadamente pequeña población total, estimada en 2500 a 10 000 individuos, habita una zona pequeña y susceptible a la degradación y fragmentación de su hábitat, considerado especializado.

## Sistemática

### Descripción original
La especie P. castaneus fue descrita por primera vez por el ornitólogo francés Jacques Berlioz en 1938 bajo el nombre científico Pithys castanea; localidad tipo «Andoas, bajo río Pastaza, Ecuador (actual Perú); la localidad precisa no está definida». Se sugirió que la localidad tipo pueda referirse al río Tunigrama, que fue conocido por cientos de años como río Andoas.

### Etimología
El nombre genérico masculino «Pithys» deriva del griego y su significado no está claro; puede tener origen en un nombre guaraní; en «pitulos» = un pequeño pájaro mencionado por Hesychius; o apenas en una corruptela del género Pipra; y el nombre de la especie «castaneus», proviene del latín: de color castaño.

### El redescubrimiento de la especie
Esta especie permaneció uno de los mayores misterios de la ornitología neotropical, siendo conocida apenas por el holotipo, colectado en 1937 sin ser visto nuevamente por más de 60 años. Autores subsiguientes llegaron a sugerir que sería un híbrido entre Pithys albifrons y algún otro hormiguero. Una expedición de la Louisiana State University realizada en 2001, y destinada a inventariar la avifauna de dos fragmentos de varillales en el interfluvio de los ríos Morona y Santiago, en el noreste de Loreto, Perú, descubrió nuevamente la especie y verificó que era relativamente común en esa zona. La validad de la especie fue plenamente confirmada con las primeras observaciones de su comportamiento, hábitat, morfología y vocalización.

### Taxonomía
Los datos genéticos indican que esta especie es hermana de Pithys albifrons. Es monotípica.